# Região Geográfica Imediata do Distrito Federal
A Região Geográfica Imediata do Distrito Federal é a única região imediata do Distrito Federal, a única que compõe a Região Geográfica Intermediária do Distrito Federal e uma das 509 regiões imediatas no Brasil, criadas pelo IBGE em 2017. Possui uma população estimada pelo IBGE para 1.º de julho de 2017, de 3 039 444 habitantes e uma área total de 5 779,997 km².

## Municípios
Fonte: IBGE – Cidades
| Município | População Estimativa 2017 | Área (km²) |
| --------- | ------------------------- | ---------- |
| Brasília  | 3 039 444                 | 5779,997   |
| Total     | 3 039 444                 | 5 779,997  |